# Sophronica sericans
Sophronica sericans är en skalbaggsart som beskrevs av Stefan von Breuning 1940. Sophronica sericans ingår i släktet Sophronica och familjen långhorningar. Inga underarter finns listade i Catalogue of Life.